# Nissan Motor Ibérica
Nissan Motor Ibérica és la filial a l'estat espanyol de la multinacional japonesa Nissan. Dedicada a la fabricació de vehicles de motor, té la seu a la Zona Franca de Barcelona des que, cap al 1980, entrà a formar part de la societat de Motor Ibérica (antiga fabricant dels camions i tractors Ebro), la qual acabà absorbint totalment el 1986.

## Història

### Antecedents: Motor Ibérica
El 1920, Ford establí la seva filial espanyola a Cadis (Ford Motor Company, S.A.E.) i tres anys després, el 1923, l'empresa es va traslladar a Catalunya i va muntar la fàbrica al número 149 de l'Avinguda Icària del Poblenou de Barcelona. El 1929, l'empresa es va reorganitzar i va canviar la seva denominació social per Ford Motor Ibérica, SA. Acabada la guerra civil espanyola, Ford Motor Ibérica va subsistir amb la fabricació de recanvis per als vehicles d'abans de la guerra i la comercialització de gasògens. El 1953, en veure que el règim apadrinava les noves empreses SEAT i FASA-Renault, Ford renuncià finalment a la seva presència al país i el 1954 vengué la seva participació en l'empresa. La companyia resultant, plenament nacionalitzada, es va anomenar Motor Ibérica, SA.
Motor Ibérica va créixer durant les dècades de 1960 i 1970 tot fabricant camions, tractors i una extensa gamma de productes sota la marca comercial Ebro, inicialment amb motoritzacions Ford i, d'ençà de 1965, Massey Ferguson, empresa que adquirí el 36% de les accions de la companyia.
El 1967 l'empresa es traslladà a les instal·lacions que ocupa actualment Nissan Motor Ibérica a la Zona Franca.

### L'entrada de Nissan

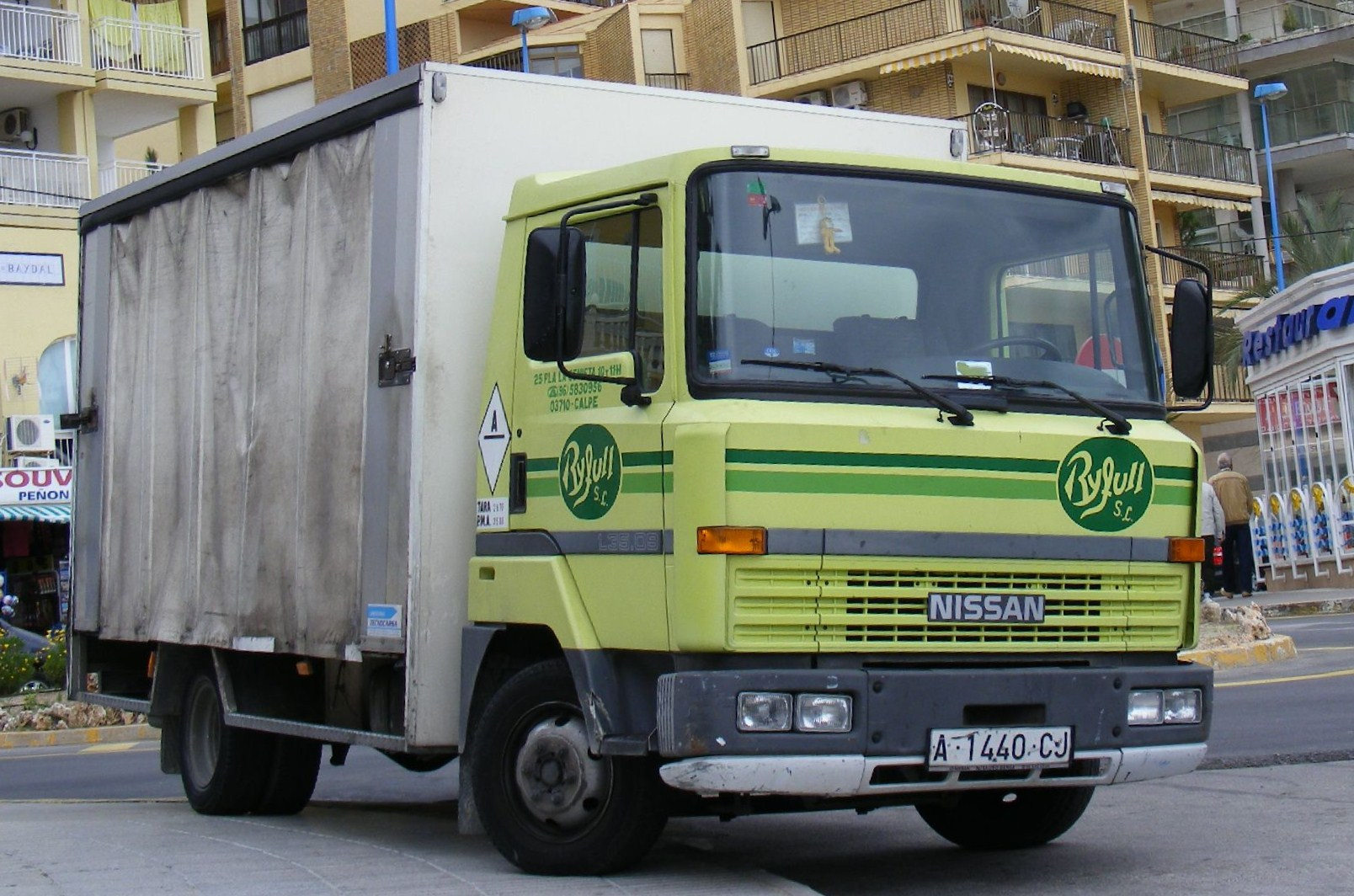
El Nissan serie L/Eco-T (1990-2000) fou la continuació dels Ebro serie L.

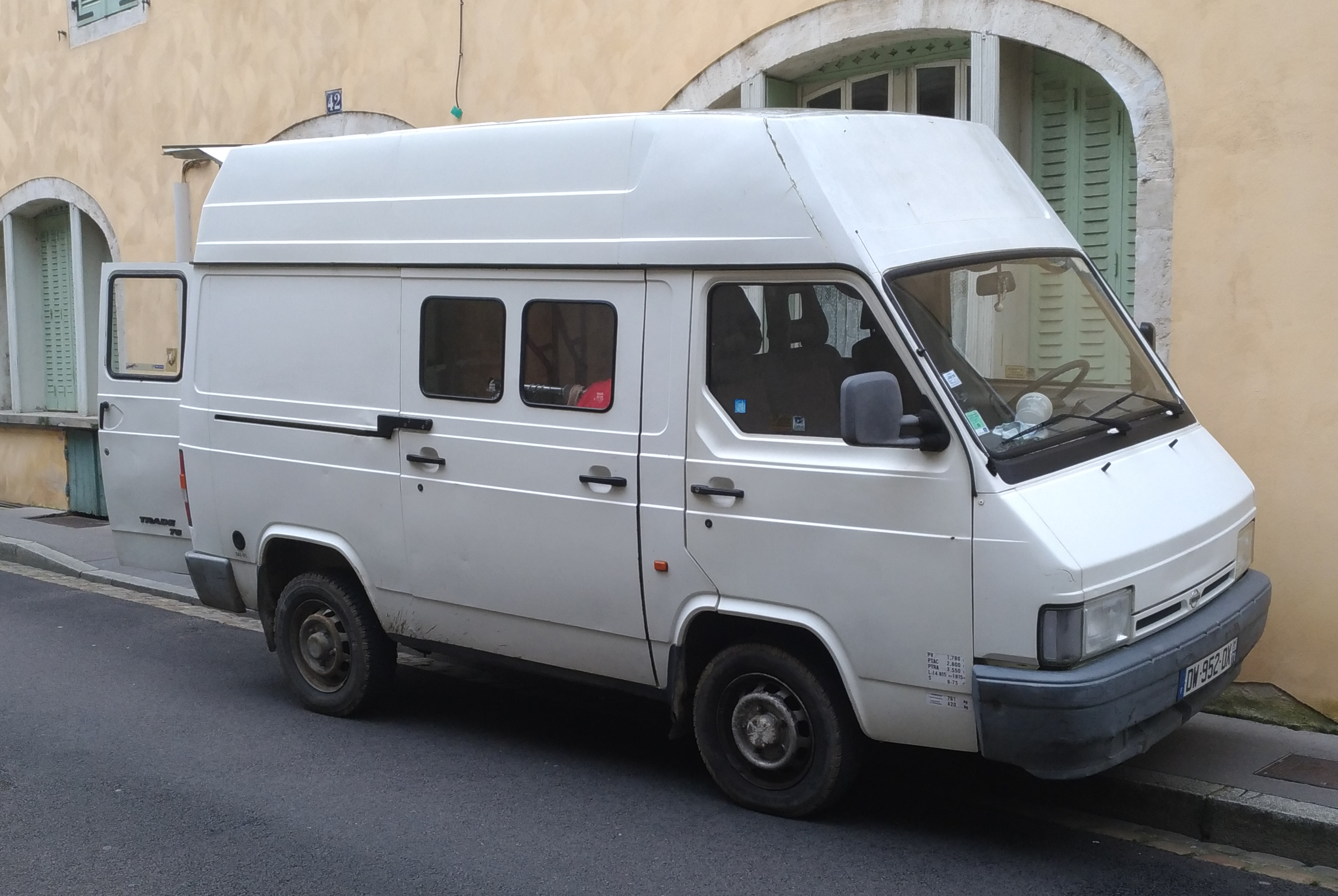
El Nissan Trade (1986-2001) fou la continuació dels Ebro serie F/Trade.

El 1979, Massey Ferguson va vendre la seva participació en Motor Ibérica a Nissan Motor Company. Motor Ibérica començà aleshores a emprar tecnologia Nissan i a fabricar productes netament japonesos, com ara el Nissan Patrol i la Nissan Vanette. Durant la tardor de 1982, la multinacional japonesa augmentà la seva participació del 36% que tenia al 53%.
El 1986, arran de l'adhesió d'Espanya a la CEE, Nissan va prendre el control total de Motor Ibérica (se'n quedà el 80% de les accions) i l'empresa canvia de denominació, aquest cop a Nissan Motor Ibérica. La divisió de tractors fou venuda al fabricant japonès Kubota i Nissan se centrà en el sector dels camions i furgonetes, a més d'introduïr-hi el dels automòbils. A partir de 1987, la marca Ebro es va anar fent cada cop més irrellevant fins que arribà a ser substituïda definitivament per "Nissan".
A mitjan dècada de 1980, la incorporació al Mercat Comú va provocar la liberalització del mercat de l'automòbil a l'estat espanyol i, per tant, va ser possible la importació de cotxes d'altres països comunitaris. Nissan aprofita la situació per comercialitzar els seus productes anglesos, Bluebird, Sunny i altres de tipus més esportiu.

## Actualitat
A data de 2008, després d'entrar en l'òrbita de Renault, els vehicles Nissan i els Renault han unificat les seves plataformes i complementen els seus motors mantenint una imatge i estructura diferenciades. Es comercialitzen per separat i Nissan s'ha convertit en una marca complementària de Renault. Les factories de Barcelona han substituït la fabricació de les Vanette pels Renault Trafic, i les seves corresponents versions comercials de Nissan i Opel.
L'11 de novembre del 2008, l'empresa va presentar un expedient de regulació d'ocupació que havia d'afectar 1.680 treballadors de les plantes de la Zona Franca de Barcelona i de Montcada i Reixac, actuació que va provocar les protestes dels treballadors.
El 28 de maig de 2020 Nissan comunicava el tancament de totes les seves plantes de producció a Catalunya: Zona Franca de Barcelona, Sant Andreu de la Barca i Montcada i Reixac, deixant sense feina els 3.000 treballadors i posant en perill 20.000 llocs de treball més en empreses de complements. Diversos sindicats i institucions denunciaren el tancament i recriminaren a l'empresa la seva actuació després d'anys d'haver rebut nombroses subvencions, ajudes i crèdit públics. Nissan Motor Ibérica acabava així amb gairebé 100 anys d'història en el sector de l'automòbil des de la fundació de Ford Motor Ibérica el 1923 al Poblenou de Barcelona, i la fabricació es traslladava a les fàbriques franceses del grup Renault-Mitsubishi-Nissan.

## Vehicles

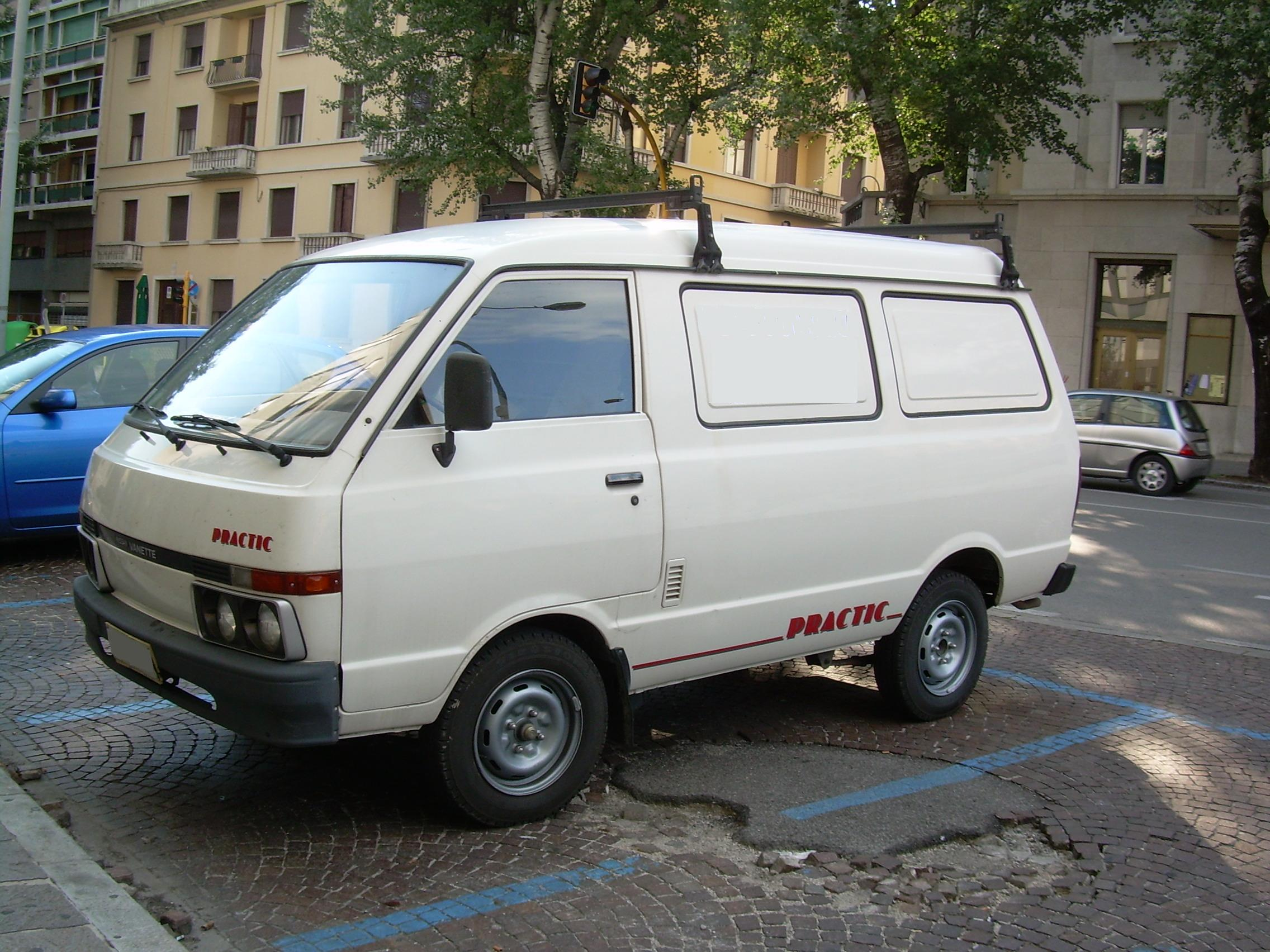
La Nissan Vanette "Cargo II C22" es produí de 1985 a 1994.

- Nissan e-NV200 (2014-present), furgoneta basada en el model NV200.
- Nissan Navara (2015-present), camioneta model NP300.
- Renault Alaskan (2017-present), camioneta model NP300.
- Mercedes-Benz X-Class (2017-present), camioneta basada en el model NP300.
- Nissan NV200 (2009-2019).
- Nissan Pulsar (2014-2018)
- Nissan Leaf
- Nissan Pathfinder: II (...-2004) i III (2004-2014).
- Nissan Primastar (...-2014), furgoneta model X-83.
- Renault Trafic (...-2014), furgoneta model X-83.
- Opel Vivaro (...-2014), furgoneta model X-83.

## Patrocinis
Des de 2014, la signatura de Yokohama i el City estan units en patrocini, a més del club mancuniano, tant masculí com femení, Nissan patrocina a l'equip de la seva ciutat, el Yokohama F. Marins, el New York City i al Melbourne City FC d'Austràlia.
Pep Guardiola i Andrés Iniesta han estat ambaixadors de la marca. 